# Archie D. Sanders

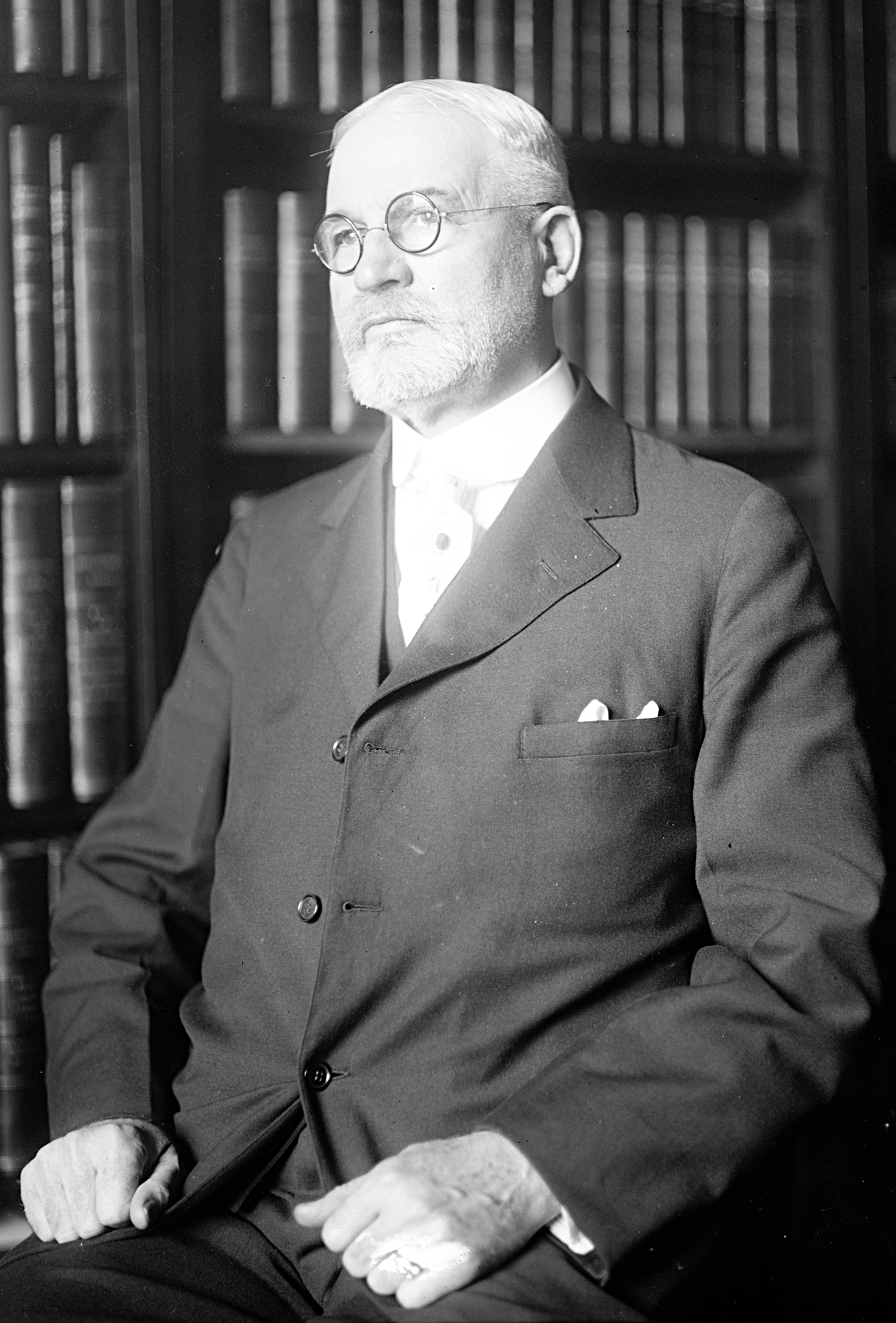
Archie D. Sanders

Archie Dovell Sanders (* 17. Juni 1857 in Stafford, Genesee County, New York; † 15. Juli 1941 in Rochester, New York) war ein US-amerikanischer Politiker. Zwischen 1917 und 1933 vertrat er den Bundesstaat New York im US-Repräsentantenhaus.

## Werdegang
Archie Sanders besuchte die öffentlichen Schulen seiner Heimat und die Le Roy Academy sowie die Buffalo Central High School. Im Jahr 1873 arbeitete er in Stafford im Betrieb seines Vaters, in dem landwirtschaftliche Erzeugnisse produziert wurden. Zwischen 1894 und 1895 war er Straßenwart (Highway Commissioner) in Stafford. Gleichzeitig schlug er als Mitglied der Republikanischen Partei eine politische Laufbahn ein. Er war Delegierter bei vielen regionalen Parteitagen der Republikaner. In den Jahren 1896 und 1924 nahm er auch an den jeweiligen Republican National Conventions teil, auf denen William McKinley bzw. Calvin Coolidge als Präsidentschaftskandidaten nominiert wurden. Zwischen 1898 und 1913 leitete Sanders den 28. Steuerbezirk der Bundesfinanzverwaltung für New York. In den Jahren 1895 und 1896 gehörte er der New York State Assembly an; von 1914 bis 1915 saß er im Staatssenat.
Bei den Kongresswahlen des Jahres 1916 wurde Sanders im 39. Wahlbezirk von New York in das US-Repräsentantenhaus in Washington, D.C. gewählt, wo er am 4. März 1917 die Nachfolge von Henry G. Danforth antrat. Nach sieben Wiederwahlen konnte er bis zum 3. März 1933 acht Legislaturperioden im Kongress absolvieren. In diese Zeit fiel der Erste Weltkrieg. Außerdem wurden in den Jahren 1919 und 1920 der 18. und der 19. Verfassungszusatz ratifiziert. Dabei ging es um das Verbot des Handels mit alkoholischen Getränken sowie die bundesweite Einführung des Frauenwahlrechts. Seit 1929 war auch die Arbeit des Kongresses von den Ereignissen der Weltwirtschaftskrise geprägt. Zwischen 1929 und 1931 leitete Sanders den Postausschuss (Committee on the Post Office and Post Roads). Im Jahr 1932 verzichtete er auf eine weitere Kandidatur.
Nach dem Ende seiner Zeit im US-Repräsentantenhaus kehrte Archie Sanders nach Stafford zurück. Zum Zeitpunkt seines Todes am 15. Juli 1941 war er Bezirksvorsitzender der Republikaner im Genesee County.